# Viburnum cornutidens
Viburnum cornutidens är en desmeknoppsväxtart som beskrevs av Merrill. Viburnum cornutidens ingår i släktet olvonsläktet, och familjen desmeknoppsväxter. Inga underarter finns listade i Catalogue of Life.